# Golpe de Estado en Siria de marzo de 1949
El golpe de Estado en Siria de marzo de 1949 fue un golpe de Estado incruento que tuvo lugar el 29 de marzo de 1949, y fue el primer alzamiento militar en la historia moderna de Siria que derrocó a un gobierno democrático. Fue dirigido por el jefe de Estado Mayor del Ejército Árabe Sirio en aquel momento, Husni al-Za'im, quien fue nombrado presidente el 11 de abril. Entre los oficiales que ayudaron a al-Za'im a hacerse con el poder estaban Adib Shishakli y Sami al-Hinnawi, los cuales también se convertirían más tarde en líderes militares del país. El entonces presidente Shukri al-Kuwatli fue acusado de adquirir para el Ejército armas de calidad inferior y de carecer de liderazgo, siendo brevemente arrestado para luego marchar al exilio en Egipto, tras su excarcelación. El poder legislativo sirio, encarnado en la conocida en esa época como Cámara de Representantes, fue disuelto, a la vez que muchos dirigentes políticos eran también conducidos a prisión, como Munir al-Ajlani, a quien al-Za'im acusó de conspirar para derribar la República.
El pronunciamiento fue llevado a cabo con el apoyo discreto del gobierno de los Estados Unidos y especialmente la recién creada Agencia Central de Inteligencia, posiblemente asistida por el Partido Social Nacionalista Sirio, aunque se desconoce si al-Za'im fue miembro del mismo. Según Joseph Massad, profesor de Política moderna e historia intelectual árabe en la Universidad de Columbia, el golpe fue promovido por la CIA, una conclusión que fue respaldada por historiadores como el profesor Douglas Little y los registros desclasificados. El levantamiento fue también descrito por la autora Irene Gendzier, quien afirma que «los agentes de la CIA Miles Copeland y Stephen Meade... estuvieron involucrados directamente en el golpe».
Un objetivo primordial de la política estadounidense en la Siria de entonces era conseguir la construcción del Oleoducto Transarábigo (Tapline), cuyo proyecto había sido bloqueado por el gobierno democrático sirio y posteriormente ratificado inmediatamente por las nuevas autoridades llegadas tras el motín castrense.
Las conversaciones con Israel para concluir la guerra árabe-israelí de 1948 empezaron en abril de 1949, después de que los acuerdos de armisticio fueran sancionados por los demás países árabes. El 20 de julio de 1949, al-Za'im firmaba el acuerdo de armisticio entre Israel y Siria, por el cual se ponía fin formalmente a las hostilidades y Siria retiraba sus fuerzas de la mayor parte de los territorios del antiguo Mandato británico de Palestina que controlaba al oeste de la frontera internacional, que pasó a ser una zona desmilitarizada. En 1948, había aproximadamente 30 000 judíos en Siria, a los que tras el golpe se permitió emigrar, marchando 5000 de ellos a Israel.
Al primer ministro Muhsin al-Barazi se le encomendó la tarea de coordinar las negociaciones secretas con Israel para un tratado de paz entre ambos Estados y discutir una posible cumbre entre el primer ministro israelí David Ben-Gurión y al-Za'im. Las conversaciones avanzaron a altos niveles, y el ministro de Relaciones Exteriores de Israel Moshé Sharet contactó con al-Barazi el 6 de agosto de 1949 para discutir una fecha para la conferencia oficial de paz.
Al-Za'im suscitó una rebelión entre sus oficiales por su acto de deslealtad a Antún Saade, el fundador y presidente del PSNS. Saade se había comprometido a establecer un gobierno amigo en el Líbano, pero el 8 de julio el presidente sirio lo hizo detener y lo entregó a las autoridades libanesas, que lo juzgaron por traición y lo fusilaron en el mismo día. La presidencia de al-Za'im acabó el 14 de agosto de 1949, con un golpe militar organizado por Sami al-Hinnawi y algunos oficiales partidarios del PSNS, que ejecutaron rápidamente a al-Za'im y a al-Barazi, e impusieron a Hashim al-Atassi como nuevo presidente. Sin embargo, en diciembre estalló otra sublevación, la tercera del año, dirigida esta vez por Adib Shishakli, que mantuvo a al-Atassi en su cargo hasta el 3 de diciembre de 1951. Al-Hinnawi sería asesinado el 31 de octubre de 1950 por Hersho al-Barazi, un primo de Muhsin al-Barazi.